# Știința materialelor

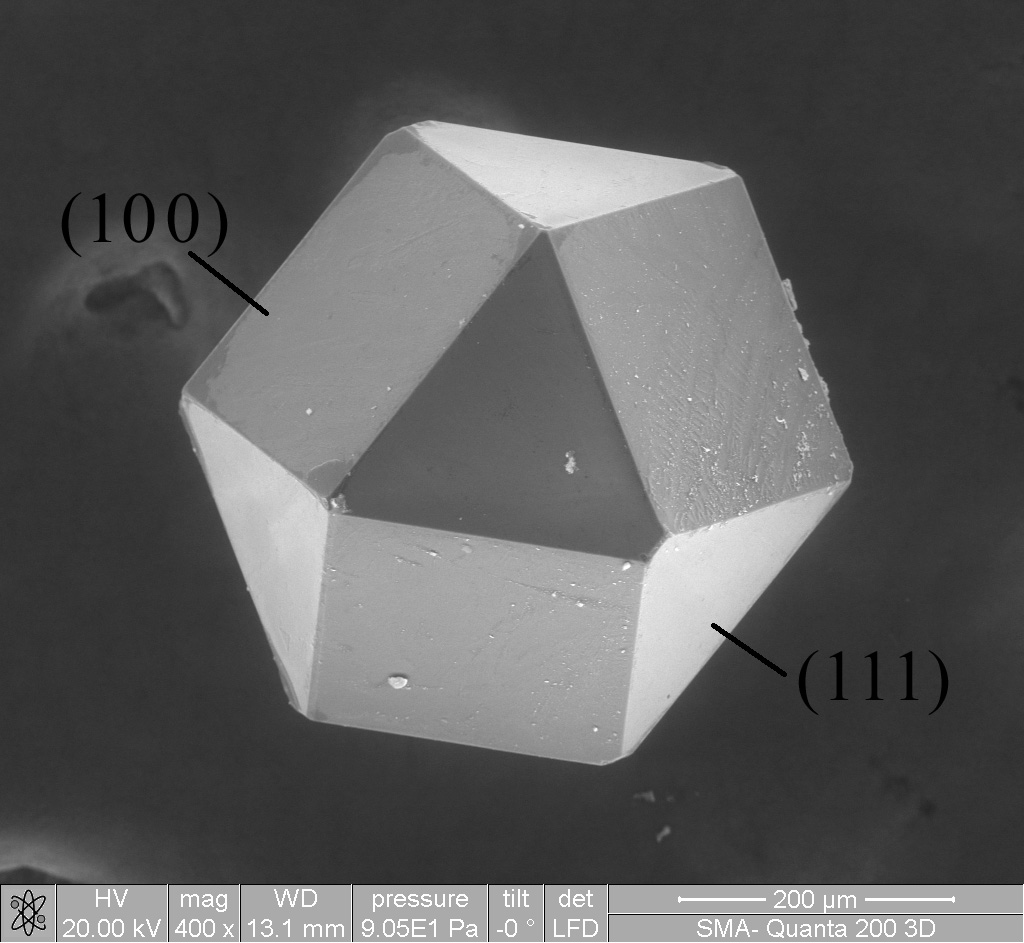
Un cuboctaedru cu diamante care prezintă șapte planuri cristalografice, imaginate cu microscopie electronică de scanare

Știința materialelor sau știința și ingineria materialelor este un domeniu interdisciplinar, care are ca scop descoperirea și descrierea unor materiale noi, în special a materialelor solide. Originea acestei științe datează din perioada Iluminismului, când savanții au folosit cunoștințe din domeniile chimiei, fizicii și ingineriei pentru a explica în mod științific observațiile antice legate de metalurgie și mineralogie.